# Племель, Йосип
Иосип Племель (11 декабря 1873, г. Град-на-Блед, Словения, Австро-Венгерская империя — 22 мая 1967, Любляна, Югославия) — известный математик, академик Словенской Академии наук, профессор Черновицкого университета (1907—1917)

## Биография
Родился в небогатой семье столяра.
Начальное образование получил в родном поселке, среднее – в Любляне (1886—1894), где за четыре года учёбы освоил всю школьную программу по математике. Проявил склонность к преподаванию, готовил других учеников к выпускным экзаменам, хотя был намного моложе тех, кого учил. С пятого года обучения он начал изучать математику «высшего» уровня. Кроме математики, Иосип интересовался другими естественными науками, особенно астрономией. Уже в средней школе он изучал механику небесных тел как теоретически, так и практически, проводя многие вечера за наблюдением звезд и планет.

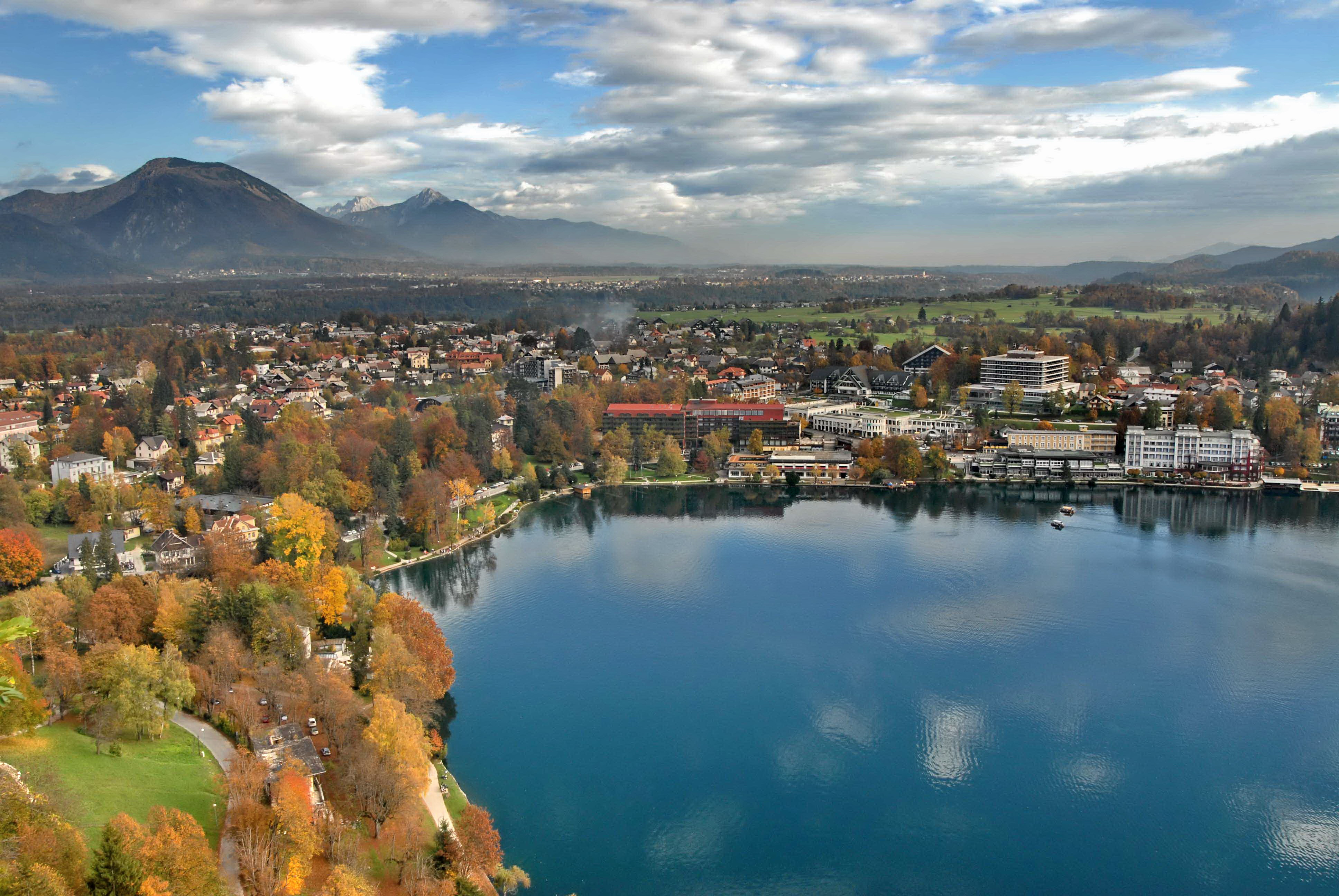
Блед - родина Иосипа Племеля

В 1894 году Племель сдал выпускные экзамены за среднюю школу и поступил на факультет естественных наук Венского университета для изучения трех любимых школьных предметов – математики, физики и астрономии. Ему посчастливилось учиться у известных лекторов: Густава Риттера фон Эсшериха, Леопольда Бернарда Гегенбауэрa, Франца Мертена, Людвига Больцмана и Эдмунда Вейса.
Племель занимался научными исследованиями под руководством Эсшериха и в мае 1898 года защитил докторскую диссертацию под названием «Линейные однородные дифференциальные уравнения с постоянными периодическими коэффициентами».
После присвоения докторской степени, Племель уехал в Германию, где продолжил обучение в Берлине (1899—1900), а затем в Геттингене (1900—1901).
В апреле 1902 года назначен приват-доцентом Венского университета, а с 1906 года — доцентом Венского технического университета.
В 1907 году Племель был назначен доцентом Черновицкого университета (в то время — Черновицкого университета имени Франца Иосифа), а в 1908 году профессором математики.
С 1912 по 1913 год занимал должность декана философского факультета Черновицкого университета.
С приходом Й. Племеля в Черновицкий университет развитие математической науки в нем значительно оживилось. В эти годы Племель был зарубежным членом Немецкого математического общества, пользовался авторитетом среди математического сообщества Австрии, сделал весомый вклад в развитие математического образования и науки на Буковине. За его научные работы в области интегральных уравнений и теории потенциала, которые были суммированы и опубликованы в 1911 году, Племель был признан достойным награды Принца Яблоновски (1911), а в 1912 году – награды Ричарда Лиебена. Последняя награда присуждена ученому в Вене: "«... за выдающиеся работы в области математики и прикладной математики, написаные австрийскими математиками за последние три года»".
В 1917 году за его политические убеждения правительство Австрии заставило Племеля оставить Черновцы, и он перебрался на север, в Богемию (Моравская).
После окончания Первой мировой войны «лоскутная» Австро-Венгерская империя распалась на несколько национальных государств, Герцогство Буковина отошлo от Австрии, Черновцы стали румынским городом. 
1 декабря 1918 года было образовано

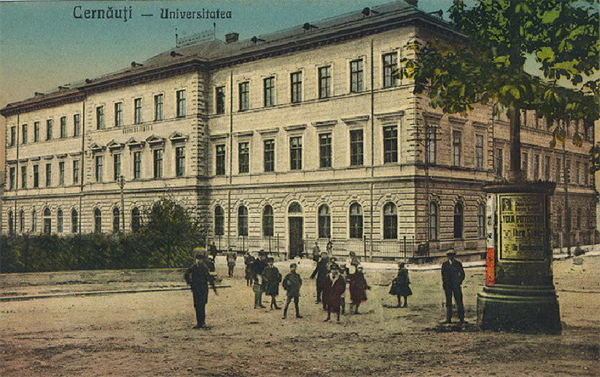
Корпус Черновицкого университета (~ 1900), в котором работал Иосип Племель

Королевство сербов, хорватов и словенцев (в 1929 году стало Югославией).
Правительство Словении образовалo комиссию для рассмотрения вопроса об открытии университета в Любляне как Словенского и Иосипа Племель был назначен ее членом.
Фактически Люблянский университет был основан в 1595 году, но создание Словенского университета было важным шагом на пути к независимости Словении.
Люблянский университет повторно открылся как Словенский в 1919 году, и Племель стал его первым ректором. В этом же году его назначили на должность профессора математики факультета гуманитарных и математических наук.
Племель вышел на пенсию в 1957 году 83-летним и умер в Любляне 22 мая 1967 года (на 94 году жизни). Его похоронили в родном городе Блед, где находится дом, который он завещал Союзу математиков, физиков и астрономов Словении. Сегодня в нем есть мемориальная комната одного из самых известных математиков Словении.

## Научно-педагогические достижения

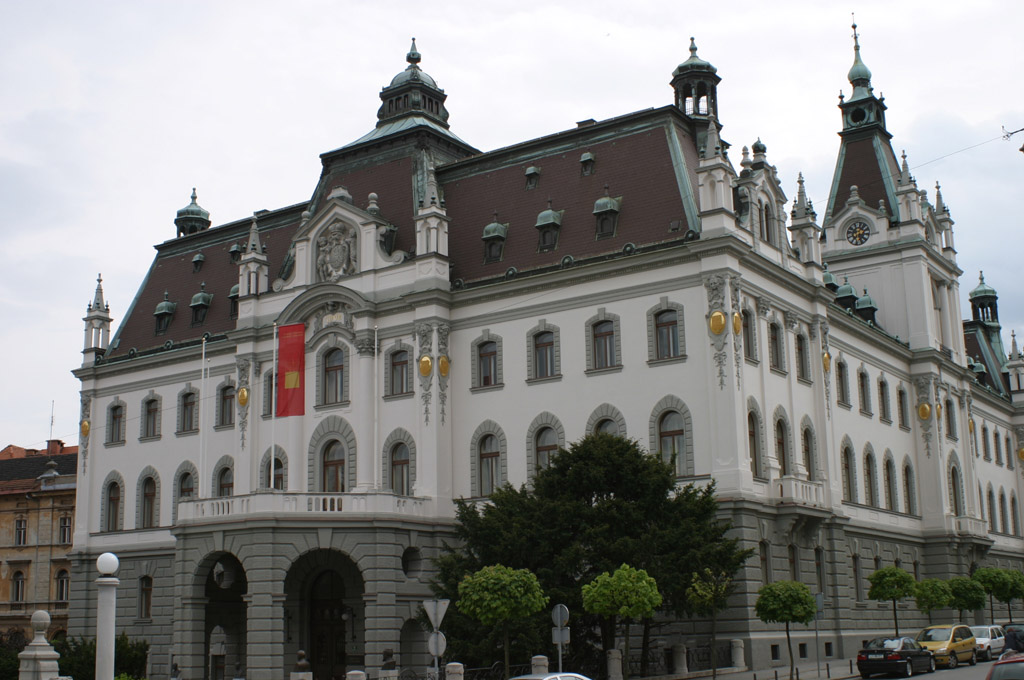
Дом Люблянского университета, в котором Иосип Племель преподавал 40 лет

Библиография ученого включает 33 работы, 30 из которых – научные труды, которые публиковались в том числе и в журналах, таких как: «Monatshefte fuer Mathematik und Fisik», «Sitzungsberichte der kaiserlichen Akademie der Wissenschaften» в Вене, «Jahresbericht der deutschen Mathematikervereinigung”, „Gesellschaft deutscher Naturforscher und Aerzte» в Вергандлунгене, «Bulletin des Sciences Mathematiques», «Obzornik za matematiko in fiziko» и»„Publications mathematiques de l'Unіvеrsіtе de Belgrade».
Племель автор учебников «Теория аналитических функций», «Дифференциальные и интегральные уравнения. Теория и применение» и «Алгебра и теория чисел».

## Награды
Племель получил награду Научного общества принца Яблоновски в Лейпциге (1911), а в 1912 году – награду Ричарда Либена Венского университета
Иосип Племель был избран членом-корреспондентом JAZU в Загреб (Хорватия) в 1923 году, членом-корреспондентом SANU в Белгради в 1930 году и действительным членом SAZU со времени ее образования в 1938 году.
В 1954 году он получил высшую награду за исследования в Словении – Nagrada nagrada Prize и в этом же году был избран членом-корреспондентом Баварской Академии наук в Мюнхен.
В 1963 году Люблянский университет присвоил ему звание почетного доктора по случаю 90-летия.
Племель был первым преподавателем математики в Словенском университете и в 1949 году стал первым почетным членом ZDMFAJ (Югославская союз математиков, физиков и астрономов).
11 декабря 2013 года в Черновцах было достойно отмечено 140-летие от дня рождения Иосипа Племеля - профессора Черновицкого и Словенского университетов.